# 劉汝訢
劉汝訢（？—？），山西省汾州府臨縣人，清朝政治人物、同進士出身。
光緒十五年（1889年），参加光緒己丑科殿試，登進士三甲115名。同年五月，著交吏部掣签，分发各省以知县即用。